# Staryl C. Austin
Staryl Chester Austin, Jr. (Condon, 16 de septiembre de 1920 - Salem, 1 de enero de 2015) fue un militar estadounidense. Se desempeñó como general de brigada de la Fuerza Aérea de los Estados Unidos. Fue piloto de un P-47 durante la Segunda Guerra Mundial. Más tarde se unió a la Guardia Nacional Aérea de Oregón. Comandó el 142.º Grupo de Combate y fue Ayudante General Adjunto de Oregón. Después de dejar el servicio militar, se desempeñó como director del Departamento de Asuntos de Veteranos de Oregón. Es miembro del Salón de Honor de la Aviación de Oregón.

## Primeros años
Austin nació en Condon, Oregón el 16 de septiembre de 1920. Su familia vivía en varias ciudades de Oregón mientras él crecía. Como resultado, asistió a la escuela en Bend, Albany y Salem. Austin se graduó de Salem High School en 1938. Después de graduarse, se fue a trabajar en el negocio de pintura de automóviles de su padre.

## Carrera

### Segunda Guerra Mundial
Austin se alistó en el Cuerpo Aéreo del Ejército en 1942. Calificó como Cadete de Aviación y fue asignado a una unidad de entrenamiento de pilotos en Spence Field, Georgia. Después de completar el entrenamiento básico de piloto, pasó al entrenamiento de transición P-47 en Richmond, Virginia. Después de graduarse, Austin fue asignado como piloto instructor del P-47 en Dover, Delaware. Un año más tarde, se unió al 410th Fighter Squadron, parte del 373rd Fighter Group en Bélgica.
Austin se quedó con el 373rd Fighter Group hasta el final de la guerra. La misión principal de la unidad era ayudar a las fuerzas terrestres aliadas a avanzar destruyendo objetivos terrestres del ejército alemán. Durante su tiempo en el teatro europeo, completó 58 misiones de combate en Bélgica, Francia y Alemania.
En una entrevista para Northwest Senior News en 2005, Austin dijo que sus misiones no habían involucrado combates aéreos conocidos como dogfight. "Normalmente estábamos por debajo de los 10,000 pies", dijo, "... ametrallando cualquier cosa que se moviera, camiones o trenes, lo que sea que intentara llevar suministros a las tropas alemanas". Considerándose afortunado, recordó un casi accidente que involucró a los antiaéreos de 88 mm de los alemanes, "que se acercaron a la nariz de mi avión". Después de que terminó la guerra en Europa, Austin regresó a los Estados Unidos con el 373rd Fighter Group para reacondicionarse y prepararse para unirse a la guerra en el Pacífico. Austin estaba de permiso de su unidad cuando Japón se rindió, poniendo fin a la guerra del Pacífico.
Durante el transcurso de la Segunda Guerra Mundial, Austin recibió la Medalla Aérea con siete racimos de hojas de roble, la Medalla de la Campaña de Europa, África y Medio Oriente con cuatro estrellas de batalla y el Belgian Fourragere.

### Servicio de posguerra
Después de la guerra, asistió a la universidad en Tulsa, Oklahoma. En la universidad se especializó en ingeniería aeronáutica. También se unió a la Guardia Nacional Aérea de Oklahoma. Era comandante cuando su unidad fue activada en octubre de 1950. Austin era el comandante del 125th Fighter Squadron, cuando la unidad voló aviones Republic F-84 a través del Océano Atlántico a Europa en 1952.
Regresó a Oregón y se unió a la Guardia Nacional Aérea de Oregón. Se desempeñó como oficial aéreo en el 142nd Fighter Interceptor Group, volando aviones F-86 desde Portland, Oregón. Austin en algún momento se convirtió en el comandante de la unidad. En 1955, Austin voló su F-86 en una carrera aérea entre Ontario, California y Míchigan, compitiendo por el Trofeo Conmemorativo Earl T. Ricks de la Guardia Nacional Aérea.
En 1963, fue nombrado ayudante general adjunto de Oregón y ascendido a general de brigada. En 1971, después de buscar la opinión legal de Lee Johnson, el fiscal general de Oregón, Austin negó el uso de la armería de Pendleton, Oregón para una convención de la Asociación de Alces de Oregón por motivos de discriminación racial. Dado que los Elks (Alces) no aceptarían a personas negras como miembros, alquilar la armería asistida por el gobierno federal a la asociación violaría la Ley de Derechos Civiles de 1964 y probablemente también la ley estatal, dijo Johnson a Austin.
El 30 de octubre de 1981, Austin recibió la Orden de la Espada. El premio reconoce a los líderes militares que hicieron una contribución significativa al cuerpo de alistados de la Fuerza Aérea durante su carrera. Se retiró de la Guardia Nacional Aérea en diciembre de 1981. Después de su retiro, Austin y el Coronel John H. Barden, un oficial ejecutivo de la misma unidad, fueron honrados con una revisión militar y un paso elevado en la Base Aérea de Portland. Cada uno había servido en el ejército durante 37 años. Durante su servicio en la Fuerza Aérea, Austin recibió la Medalla por Servicio Distinguido de la Fuerza Aérea, la Legión al Mérito y ocho Medallas Aéreas, así como varias medallas de campaña.

## Últimos años
Más tarde, en 1981, el gobernador de Oregón, Vic Atiyeh, nombró a Austin director del Departamento de Asuntos de Veteranos de Oregón (ODVA), cargo en el que se desempeñó hasta 1984. Una de las tareas de Austin en ODVA era supervisar un proyecto de $5 billones al programa de préstamos para la vivienda y la agricultura que se había topado con dificultades financieras. Algunos de sus esfuerzos para equilibrar el presupuesto, como elevar las tasas de interés de los préstamos de tasa variable, encontraron resistencia y, en algunos casos, demandas judiciales. Los partidarios, incluido el gobernador y el tesorero estatal, le dieron crédito por tomar medidas impopulares para mejorar la condición fiscal del programa. Un artículo de Associated Press de 1984 describió el mandato de Austin en ODVA como "cuatro años turbulentos en uno de los puntos calientes más visibles del gobierno estatal".
Después de jubilarse de ODVA, Austin trabajó como voluntario en el Comité Asesor de Veteranos del Gobernador y en la junta directiva de los Centros de Atención de Veteranos de Oregón. Presionó a la legislatura estatal en nombre de los veteranos de Oregón y ayudó a los Boy Scouts a nivel administrativo. En 2003, Austin estuvo entre los dignatarios que presidieron la inauguración del nuevo Centro de Preparación para el Mayor General Donald N. Anderson en Salem. En 2005, el gobernador de Oregón, Ted Kulongoski, otorgó a Austin un premio especial de elogio del gobernador, que reconoce más de 60 años de servicio público.
En el momento de su entrevista de 2005 con Northwest Senior News, era vicepresidente nacional de la Asociación de Pilotos de P-47 Thunderbolt. En 2007, fue incluido en el Salón de Honor de la Aviación de Oregón. La ceremonia de inducción se llevó a cabo en el Museo del Espacio y la Aviación Evergreen en McMinnville, Oregón. Falleció en Salem, Oregón el 1 de enero de 2015, a la edad de 94 años.